# سیارک ۱۱۹۹۶۷
سیارک ۱۱۹۹۶۷ (به انگلیسی: 119967 Daniellong، نامگذاری:2002TD310)۱۱۹۹۶۷مین سیارک کشف شده‌است که در ۰۴ اکتبر ۲۰۰۲ کشف شد.